# Autoritratto (Annibale Carracci)
Il dipinto a olio su tela (24x20cm) di Annibale Carracci è datato 1593, come recita la scritta in alto a sinistra, ed è conservato presso la Galleria nazionale di Parma. 

## Storia
Stando alla data riportata sul quadretto, Annibale dovrebbe avere, in questa data trentatré anni. In questo periodo si collocano gli anni di massima fama dell'autore: aveva appena concluso assieme al cugino Ludovico le Storie di Romolo e Remo in Palazzo Magnani a Bologna. Dopo qualche anno, nel 1595, si sarebbe trasferito definitivamente a Roma. Non si conosce l'occasione per il quale è stato dipinto il quadro, se Annibale lo dipinse per sé o per una persona cara.
Il quadretto entrò in Galleria nazionale di Parma a seguito dell'acquisto di Margherita Dall'Aglio, vedova Bodoni, avvenuto nel Dicembre del 1841. La scoperta della scritta recante la data di realizzazione si deve a Quintavalle, il quale vi legge "4 di Aprile 1593".  Con il passare del tempo, si impone la rettifica riportata nella monografia dello studioso Posner, che legge invece "17 di Aprile 1593". Il dipinto è sempre stato inteso come Autoritratto dell'artista, sulla base di una tradizione orale che è diventata poi tradizione visiva. Come riporta la studiosa Anna Ottavi Cavina, infatti, siamo in possesso di un buon numero di stampe e disegni Secenteschi che si rifanno a tale tradizione.

## Descrizione
Annibale Carraci si ritrae a mezzo busto, ravvicinato, con un cappello di feltro a tese larghe ed avvolto in un tabarro. La composizione particolarmente essenziale e il taglio fortemente ravvicinato concentrano tutta l'attenzione sul volto: i capelli corti, lo sguardo intenso e profondo e l'espressione ferma e sicura dell'uomo emergono dal fondo neutro con grande intensità. Spesso gli studiosi hanno confrontato questo Autoritratto con quello del fratello Agostino, conservato presso gli Uffizi e hanno sottolineato come ne emerga il differente carattere dei due personaggi: il primo sprezzante di ogni decoro esteriore, tanto da andare in giro ... poco pulito ... il mantello mal rassettato e il secondo, Agostino, l'intellettuale dai tratti forbiti, musicista e poeta.  